# 高江町
高江町（たかえちょう）は、鹿児島県薩摩川内市の町。旧薩摩国薩摩郡高江郷高江村、薩摩郡高江村大字高江、川内市高江町。郵便番号は895-0131。人口は1,127人、世帯数は535世帯（2020年10月1日現在）。

## 地理
薩摩川内市の本土側の西部、川内川下流域から河口付近に位置する。字域の北方には薩摩川内市小倉町、湯島町、南方にはいちき串木野市荒川、西方にはいちき串木野市羽島、薩摩川内市寄田町、久見崎町、東方には薩摩川内市青山町、宮里町がそれぞれ隣接している。
現在の字域内にある川内川沿いの水田地帯の多くは沼であったが、延宝7年に川内川の干拓に着工し、貞享4年に竣工した。この干拓工事によって水田が造成された。その際に川内川の堤防として建設された長崎堤防は治水のために形状がのこぎりの刃の形状をしており、その点が評価され2011年（平成23年）に土木学会選奨土木遺産に指定された。
この造成によって出来た水田は高江水田と呼ばれている。この水田は低地にあるため度々水害や塩害が発生するなど大きな被害を受けたとされている。現在、これらの水田は国の特別天然記念物タンチョウの越冬地としても知られている。
字域の北部を川内川が流れ、これに沿って鹿児島県道43号川内串木野線が東西に通っている。沿線には薩摩川内市立峰山小学校がある。南部には高江山地が東西に連なっている。
また、字域内を南九州西回り自動車道川内隈之城道路が通り、薩摩川内高江ICが設置されている。

### 町名の由来
「高江」という地名は貞享4年に干拓による新田ができるまでは川内川の入り江が深く入り込み、周囲を高い岡に囲まれた地境にあったことに由来する。

### 河川
- 川内川

## 歴史

### 高江の成立
高江という地名は南北朝時代より見え、薩摩国宮里郷のうちであった。嘉暦3年の新田宮沙汰人交名注文案に宮里郷のうちに高江氏に関する記述があり、この地を治めた高江氏は宮里氏の支族にあたり、宮里氏の領土から分譲され高江に移住し高江氏を名乗ったとされている。

### 中世から近世
鎌倉時代の応安5年に峯城合戦と呼ばれる北朝寄りの総州家島津氏と南朝寄りの入来院氏の合戦があり、その後高江の地はこの合戦に勝利した入来院氏の配下となった。応永4年に総州家島津氏によって入来院氏征伐が行われるが失敗し、また同時に総州島津氏と奥州島津氏の争いとなり、当時薩摩国内でも有数の規模の港であった京泊が奥州家島津氏によって焼き払われるなど川内に甚大な被害を与えた。
戦国時代になると入来院氏は高江や宮里（現在の宮里町）などを島津氏に進上し、島津氏の直轄領となった。
江戸時代には薩摩国薩摩郡高江郷（外城）のうちであり、高江村は薩摩藩の直轄領であった。村高は「御秘文雑集」及び「天保郷帳」では1,578石余、「旧高旧領取調帳」では2,778石余であった。
嘉永年間に、島津斉彬が諸郷の軍備を規定し、高江には半手（61名）の郷士が配置されていた。この郷士は戊辰戦争では外城番兵の一番隊ないし六番隊に配属された。

### 町村制施行以降

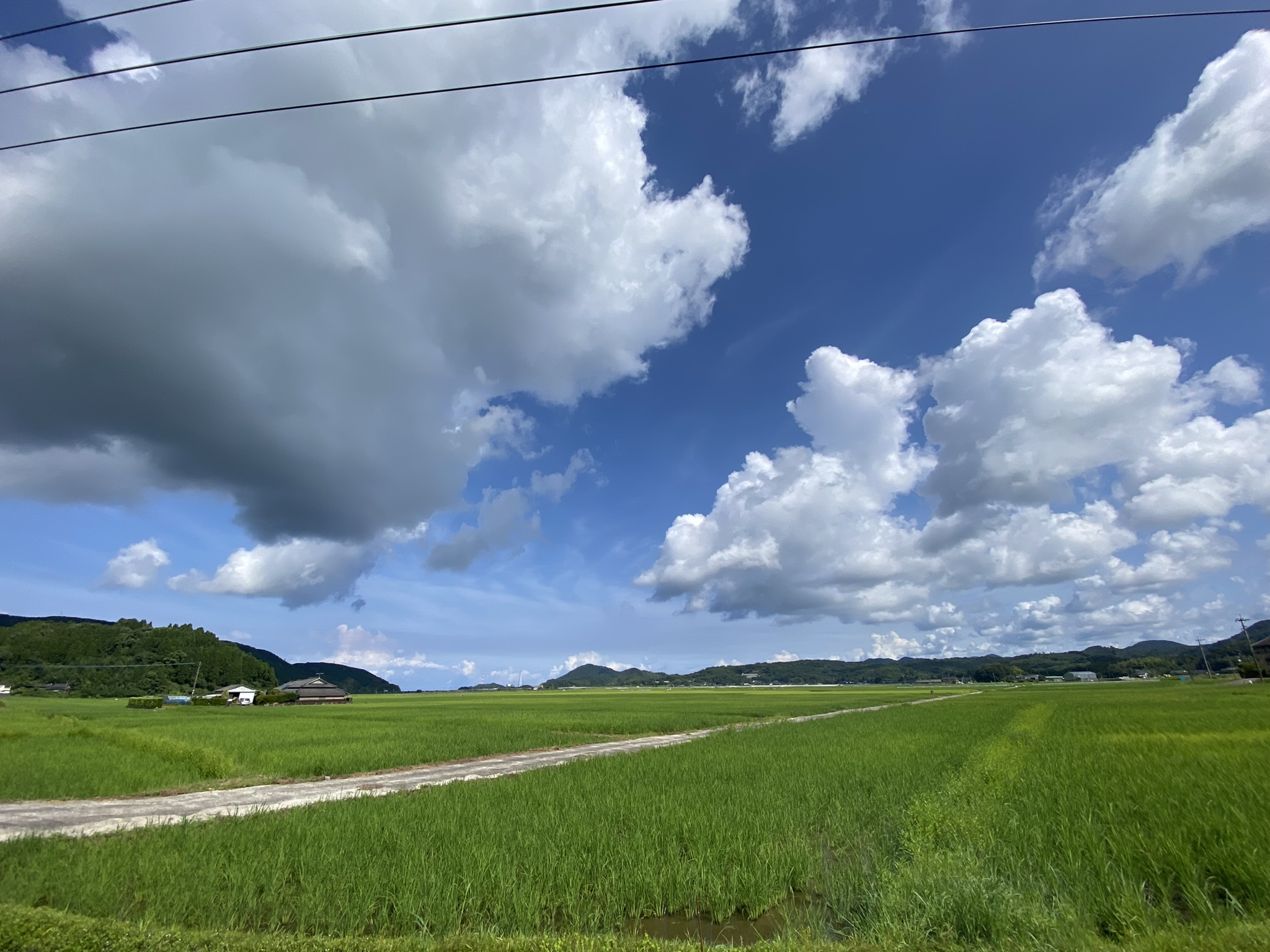
現在の高江町の田園

1889年（明治22年）4月1日に町村制が施行されたのに伴い、高江郷（高江村、久見崎町、寄田町）の区域より薩摩郡高江村が成立した。それまでの高江村は高江村の大字『高江』となり、高江の字江原瀉には高江村の村役場が置かれた。
1956年（昭和31年）9月30日には高江村が薩摩郡永利村と共に川内市に編入された。同年の10月19日に鹿児島県公報に掲載された「 市村の廃置分合に伴う大字の廃止及び町の新設」（鹿児島県告示）により9月30日付で旧高江村大字高江の区域を以て新たに川内市の町「高江町」が設置された。
2004年（平成16年）10月12日に川内市、東郷町、入来町、祁答院町、樋脇町、下甑村、上甑村、鹿島村、里村が新設合併し薩摩川内市が設置された。この市町村合併に伴い設置された法定合併協議会において川内市の町・字については「現行通りとする。」と協定されたため、名称の変更は行われずに薩摩川内市の町となった。

## 人口
以下の表は国勢調査による小地域集計が開始された1995年以降の人口の推移である。
| 年                 | 人口  |
| ------------------ | ----- |
| 1995年（平成7年）  | 1,820 |
| 2000年（平成12年） | 1,726 |
| 2005年（平成17年） | 1,595 |
| 2010年（平成22年） | 1,489 |
| 2015年（平成27年） | 1,312 |
| 2020年（令和2年）  | 1,127 |

## 施設

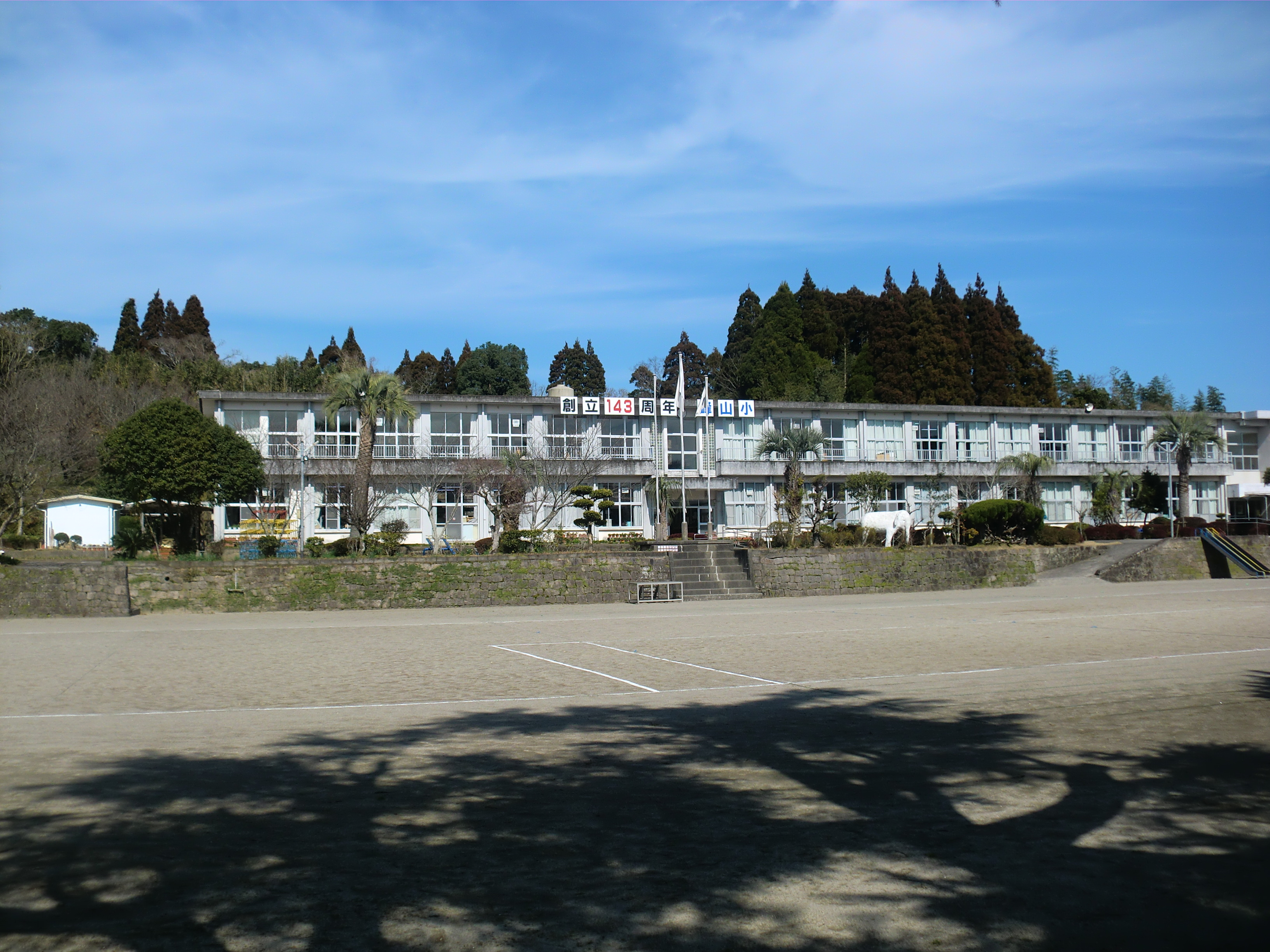
薩摩川内市立峰山小学校

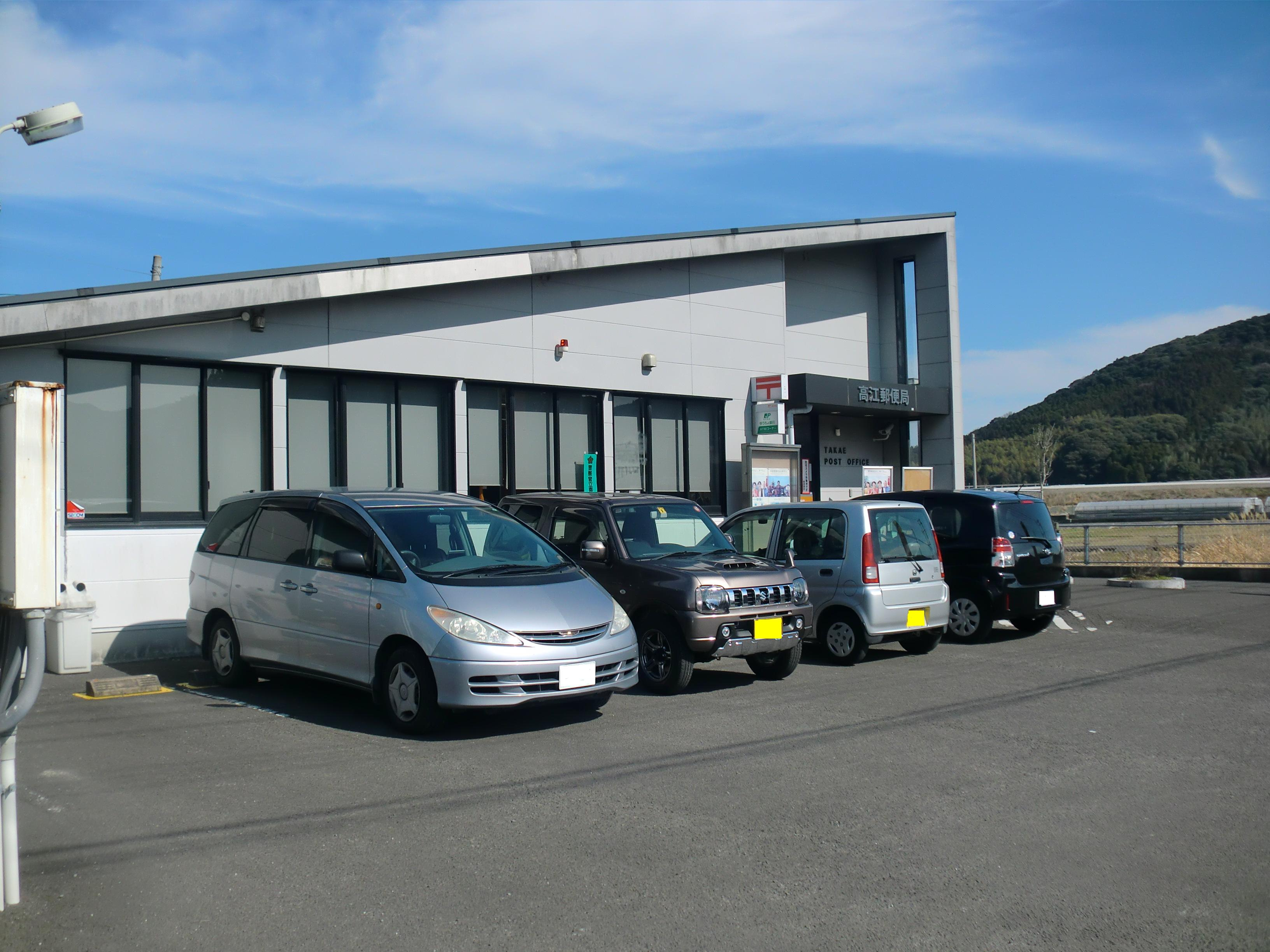
高江郵便局

### 教育
- 薩摩川内市立峰山小学校
- 高江保育園

### 郵便局
- 高江郵便局

### 寺社
- 南方神社
- 高江法隆寺
- 熊野神社
- 護国神社
- 秋葉神社
- 小野神社

## 小・中学校の学区
市立小・中学校の学区（校区）は以下の通りである。
| 町丁   | 番地 | 小学校                 | 中学校                     |
| ------ | ---- | ---------------------- | -------------------------- |
| 高江町 | 全域 | 薩摩川内市立峰山小学校 | 薩摩川内市立川内中央中学校 |

## 交通

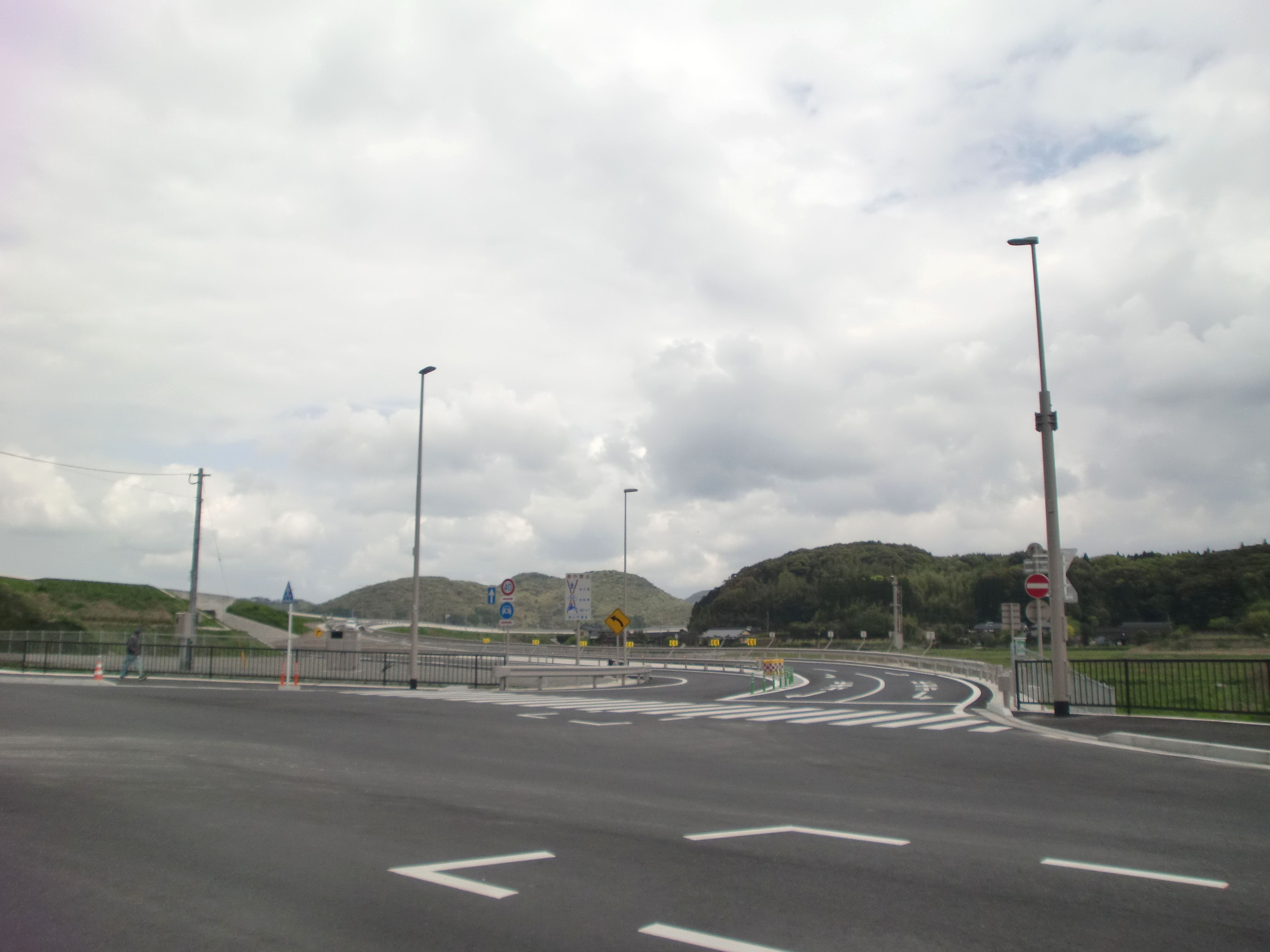
薩摩川内高江IC

### 道路
一般国道
- 南九州西回り自動車道（川内隈之城道路、国道3号バイパス）
  - 薩摩川内高江IC

主要地方道
- 鹿児島県道43号川内串木野線

## 出身人物
・木元規矩男（実業家、ラグビー選手）